# Церква Перенесення мощей святого Миколая (Дністрове)
Церква Перенесення мощей святого Миколая в Дністровому — парафія і храм греко-католицької громади Мельнице-Подільського деканату Бучацької єпархії Української греко-католицької церкви в селі Дністрове Чортківського району Тернопільської области.

## Історія церкви
Парафія утворена у 1991 році. Будівництво храму тривало 8 років, і 8 вересня 1996 року його освятив єпископ Михаїл Сабрига. Автором проєкту був архітектор Бабій з Борщева, а іконостас створив П. Канюс з Івано-Франківська. Храм зводили за кошти громади, пожертви з сусідніх сіл та фінансову підтримку колгоспного підприємства «Дністер».
При парафії діють братство «Доброї смерти», спільнота «Матері в молитві» та братство «Матері Божої Неустанної Помочі».
У 2002 році владика Іриней Білик освятив капличку о. Юди Тадея на території церковного подвір'я.
У 2010 році Апостольський Адміністратор Бучацької єпархії о. Димитрій Григорак відкрив дзвіницю.
Навколо церкви проходить Хресна дорога. У 2012 році був встановлений місійний хрест.
На території парафії також знаходяться фігури Матері Божої та Ісуса Христа, а також хрести парафіяльного значення.

## Парохи
- о. Б. Боднар (1996—1998),
- о. Я. Антонійчук (1998—2003),
- о. Микола Бибик (з 2003).